# Linus Gerdemann
Linus Gerdemann (Münster, Alemania, 16 de septiembre de 1982) es un ciclista alemán que fue profesional entre 2003 y 2016.

## Carrera
Debutó como profesional en la temporada 2003 con el equipo Winfix Techem.
Después de correr en los equipos de Winfix y AKUD Arnolds Sicherheit, en 2005 llegó a la máxima categoría con el equipo danés Team CSC después de una recomendación de Jens Voigt, firmando 2 años de contrato. En su primer año como profesional, ganó la 7.ª etapa de la Vuelta a Suiza y alcanzó el jersey de líder en los Cuatro días de Dunkerque. A finales del 2005 acordó un contrato con el equipo T-Mobile Team. Bjarne Riis libera a Gerdemann de su contrato a finales de 2005. 
El sábado 14 de julio de 2007 logró su mayor victoria hasta la fecha, la séptima etapa del Tour de Francia 2007 entre Bourg-en-Bresse y Le Grand-Bornand. La victoria le dio el maillot amarillo, así como el jersey blanco. También fue galardonado con el premio de la combatividad para esta etapa.
En marzo de 2008, sufrió una fractura de fémur en la Tirreno-Adriático y no pudo correr el Tour de Francia 2008 ni los Juegos Olímpicos de verano de Pekín. En septiembre del 2008 se adjudicó la Vuelta a Alemania, prueba del UCI Pro Tour, por delante de Thomas Lövkvist y Janez Brajkovič.
En el año 2009 cosechó una merecida victoria en la general de la Vuelta a Baviera.
A comienzos del año 2010 consiguió alzarse con la victoria en el trofeo de la Challenge Vuelta a Mallorca (Trofeo Inca) y también consigue la victoria en la 1ª etapa de la Tirreno-Adriático, consiguiendo ser líder. 
Para el año 2011 y tras la desaparición de su equipo Milram fichó para el nuevo equipo Team Leopard-Trek de los hermanos Fränk y Andy Schleck.
Tras estar sin equipo durante toda la temporada 2013, Linus siguió entrenándose y consiguió encontrar un sitio en el pelotón profesional al enrolarse en las filas del equipo MTN Qhubeka de cara a la temporada 2014.

## Palmarés
| 2005 - 1 etapa de la Vuelta a Suiza 2007 - 1 etapa del Tour de Francia 2008 - Tour de l'Ain, más 1 etapa - Coppa Agostoni - Vuelta a Alemania, más 1 etapa 2009 - Vuelta a Baviera 2010 - 1 trofeo de la Challenge Ciclista a Mallorca - 1 etapa de la Tirreno-Adriático | 2011 - Tour de Luxemburgo, más 1 etapa 2012 - 2.º en el Campeonato de Alemania en Ruta 2014 - 1 etapa del Tour de Azerbaiyán 2015 - Tour de Luxemburgo, más 1 etapa |

## Resultados en Grandes Vueltas y Campeonatos del Mundo
| Carrera         | Carrera         | 2003 | 2004 | 2005 | 2006 | 2007 | 2008 | 2009 | 2010 | 2011 | 2012 | 2013 | 2014 | 2015 | 2016 |
| --------------- | --------------- | ---- | ---- | ---- | ---- | ---- | ---- | ---- | ---- | ---- | ---- | ---- | ---- | ---- | ---- |
|                 | Giro de Italia  | —    | —    | —    | —    | —    | —    | —    | 16.º | —    | —    | —    | —    | —    | —    |
|                 | Tour de Francia | —    | —    | —    | —    | 36.º | —    | 24.º | 84.º | 60.º | —    | —    | —    | —    | —    |
|                 | Vuelta a España | —    | —    | 73.º | —    | —    | —    | Ab.  | —    | —    | Ab.  | —    | —    | —    | —    |
| Mundial en Ruta | Mundial en Ruta | —    | —    | —    | Ab.  | —    | —    | —    | —    | —    | —    | —    | —    | —    | —    |

—: no participa

Ab.: abandono